# نبات ثنائي الحول

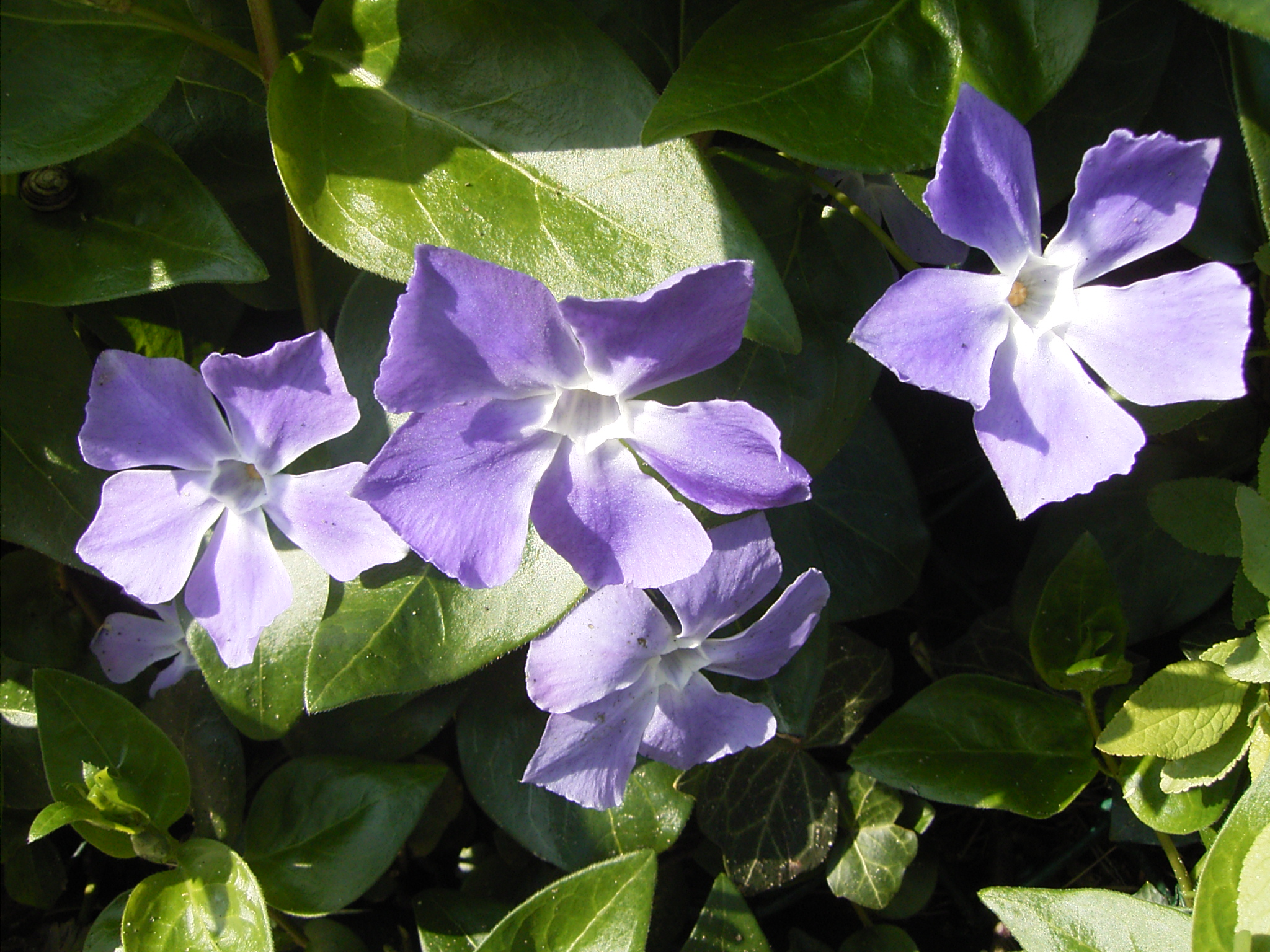
عناقية كبيرة، هي نبتة ذات الحولين

النبات المُحْوِل أو ثنائي الحولين أو ذو الحولين أو ثنائيات الحول أو نبات ذو سنتين هو نبات من مجموعة النباتات العشبية تكمل دورة حياتها في موسمين زراعين متتالين فتزرع بذورها في شهر مايو ويستمر نموها الخضرى طوال العام ثم تبدأ في الازهار في شهر مايو ويونيو من العام التالي للزراعة.
هو نبات يحتاج إلى عامين أو موسمين زراعيين لإكمال دورة حياته، ويزهر هذا النبات عادة في السنة الثانية. من أمثلة هذه النباتات البصل والثوم والشوندر والملفوف والخس والسلق. كثير من نباتات الفصيلة الخيمية ثنائية الحول مثل الجزر والبقدونس والشوكران الأبقع.